# Ugo Frigerio
Ugo Frigerio (Milano, 16 settembre 1901 – Garda, 7 luglio 1968) è stato un marciatore italiano.
È stato il primo campione nella storia della marcia italiana; in carriera vinse tre ori e un bronzo ai Giochi olimpici. Era solito tagliare il traguardo al grido: «Viva l'Italia!», abitudine che aveva anche nelle sue numerose gare all'estero. A fine carriera intraprese l'attività di imprenditore nel settore dei formaggi; morì d'infarto nel 1968 a 66 anni.

## Biografia

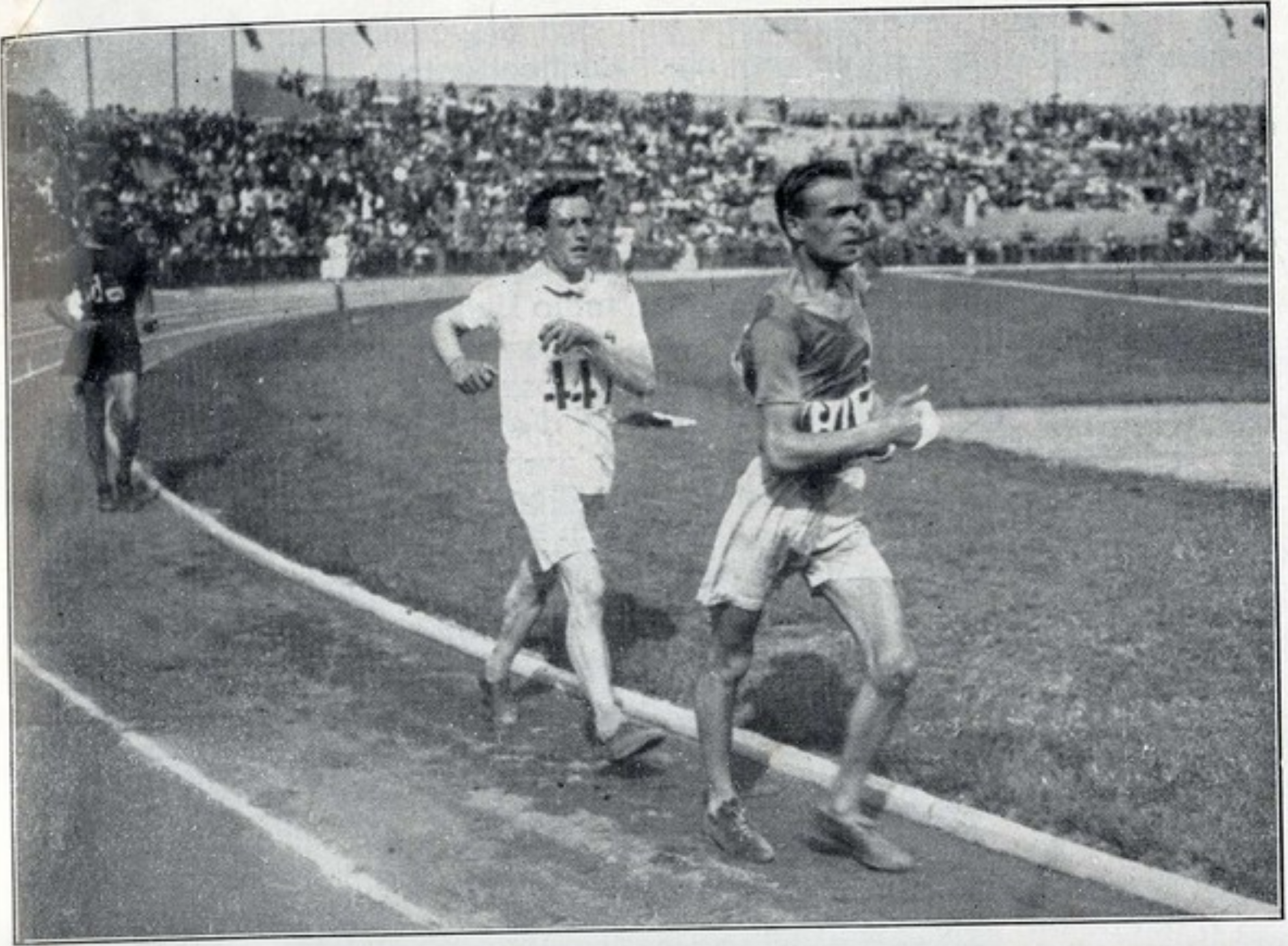
Ugo Frigerio precede Gordon Goodwin e Cecil McMaster nella marcia ai Giochi olimpici di

Ugo Frigerio, che fu anche tipografo alla Gazzetta dello Sport, esordì vincendo in una competizione agonistica nel 1918, a 17 anni. L'anno dopo vinse il titolo italiano sui 10 km di marcia, che conservò imbattuto fino al 1924 e che rivinse nel 1931.
Nel 1920 e nel 1924 Ugo Frigerio conquistò tutti gli ori olimpici in palio per la marcia. Ai Giochi olimpici di Anversa 1920 si aggiudicò la vittoria in entrambe le gare di marcia in programma, i 3000 m e i 10 km. Quattro anni dopo a Parigi 1924 i 3000 m furono eliminati, ma Frigerio si confermò campione olimpico sui 10 km, l'unica gara di marcia a quei Giochi.
Nel 1925 Frigerio fu protagonista di una tournée negli Stati Uniti con eccellenti risultati. Stabilì ben sei record mondiali al coperto, ma all'epoca i primati indoor non erano ancora registrati ufficialmente.
Ad Amsterdam 1928 la marcia fu esclusa dal programma dei Giochi, così Frigerio decise di abbandonare le gare. Rientrò successivamente per partecipare ai Giochi olimpici di Los Angeles 1932, dove conquistò il bronzo nella 50 km.
Insieme allo schermidore Edoardo Mangiarotti, allo sciatore Gustav Thöni e allo slittinista Paul Hildgartner, Ugo Frigerio è stato scelto per due volte come portabandiera dell'Italia nella cerimonia di apertura dei Giochi, nel 1924 a Parigi e nel 1932 a Los Angeles.

## Palmarès
| Anno | Manifestazione  | Sede        | Evento         | Risultato | Prestazione | Note                          |
| ---- | --------------- | ----------- | -------------- | --------- | ----------- | ----------------------------- |
| 1920 | Giochi olimpici | Anversa     | Marcia 3000 m  | Oro       | 13'14"2     |                               |
| 1920 | Giochi olimpici | Anversa     | Marcia 10000 m | Oro       | 48'06"2     |                               |
| 1924 | Giochi olimpici | Parigi      | Marcia 10000 m | Oro       | 47'49"0     |                               |
| 1932 | Giochi olimpici | Los Angeles | Marcia 50 km   | Bronzo    | 4h59'06"    | Miglior prestazione personale |

## Campionati nazionali
- 2 volte campione nazionale assoluto della marcia 3000 m (1921, 1922)
- 6 volte campione nazionale assoluto della marcia 10000 m (1919, 1920, 1921, 1923, 1924, 1931)
- 1 volta campione nazionale assoluto dell'ora di marcia (1920)

## Riconoscimenti
- Nel maggio 2015, una targa dedicata a Frigerio è stata inserita nella Walk of Fame dello sport italiano al parco olimpico del Foro Italico a Roma, riservata agli sportivi italiani che si sono distinti in campo internazionale.[2][3]